# 山田香織 (盆栽家)
山田 香織（やまだ かおり、1978年 - ）は、日本の盆栽家、女性実業家。

## 人物・経歴
1978年、埼玉県生まれ。清香園4代目園主、山田登美男の一人娘として生まれる。清香園は江戸・嘉永年間の創業で、当時江戸の町で庶民の文化として盆栽が最も盛んになった時代と言われている。幼い頃から盆栽について教育を受けて育った。
2000年、立教大学経済学部経済学科卒業。大学4年の時に「彩花（さいか）盆栽教室」を始めた。「彩花盆栽」は、父・登美男が考案した新しい盆栽のスタイルで、枝ものと草ものを寄せ植えしてひとつの景色を表す盆栽である。通常の盆栽は、自然の風景を1本の木で表現するもので、手を入れてから自分好みに育てるまで5年から10年という歳月がかかる。これに対して、彩花盆栽は、枝ものと草ものを寄せ植えして自然の風景をつくることで仕上げることができ、盆栽を身近に楽しむことが可能なスタイルである。
この彩花盆栽を女性が好む形にアレンジし、技術は通常の盆栽と一緒であるが、よりおしゃれに、マンションの一室にも置ける形にしようと盆栽教室を始めて、普及活動に取り組んでいった。盆栽教室での最初の生徒は9人で、そのほとんどが年配の男性であったというが、2007年時点で通信講座やカルチャースクールを含めると400人の生徒に増え、7割が女性となり、当初の思いが着実に広がっていくこととなった。
現在、清香園5代目として伝統を守りながら、上記の彩花盆栽を始め、「盆栽=中高年の渋い趣味」というイメージを変え、若い女性や外国の方にも気軽に楽しめる手法を、盆栽教室の開催、テレビ番組への出演や著作を通じて提案している。NHK文化センターさいたまアリーナ教室講師を務め、NHK Eテレ『おしゃれ工房』『趣味の園芸』『趣味悠々』などに出演する。また、活動の舞台を海外へも広げ、海外でも盆栽講習会を開催するなど精力的に活躍している。

## 著書
- 『はじめての盆栽グリーン』監修 主婦の友社 2003年10月1日
- 『小さな盆栽のある暮らし』 家の光協会 2005年2月
- 『山田香織のミニ盆栽でつくる小さな景色』 日本放送出版協会 2005年10月1日
- 『山田香織の盆栽スタイル』 NHK出版 2007年3月1日
- 『山田香織の暮らしを彩るモダン盆栽』 講談社 2008年4月1日
- 『知識ゼロからの彩花盆栽入門』 幻冬舎 2008年12月1日
- 『はじめての盆栽 つくり方&育て方』 ナツメ社 2010年5月11日
- 『小さな盆栽の作り方・育て方』 家の光協会 2011年10月27日
- 『山田香織の はじめての盆栽樹形』 NHK出版 2012年4月19日
- 『山田香織の盆栽づくり とっておきの“いろは”』 大泉書店 2013年3月1日
- 『BONSAI 感じる・造る・飾る 四季のミニ盆栽』 山と渓谷社  2015年1月23日
- 『よくわかる盆栽 基礎から手入れまで』 ナツメ社 2016年9月1日